# Județul Sibiu (interbelic)
Județul Sibiu a fost o unitate administrativă de ordinul întâi din Regatul României, aflată în regiunea istorică Transilvania. Reședința județului era municipiul Sibiu.

## Întindere

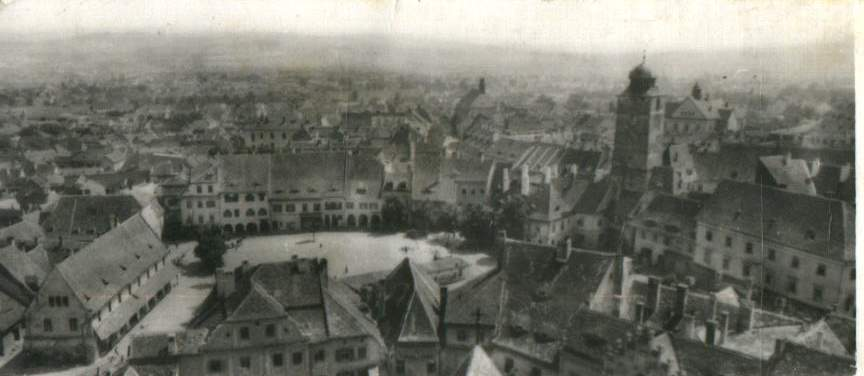
Vedere panoramică a centrului Sibiului în anul 1928. Sibiu era reședința județului omonim în perioada interbelică.

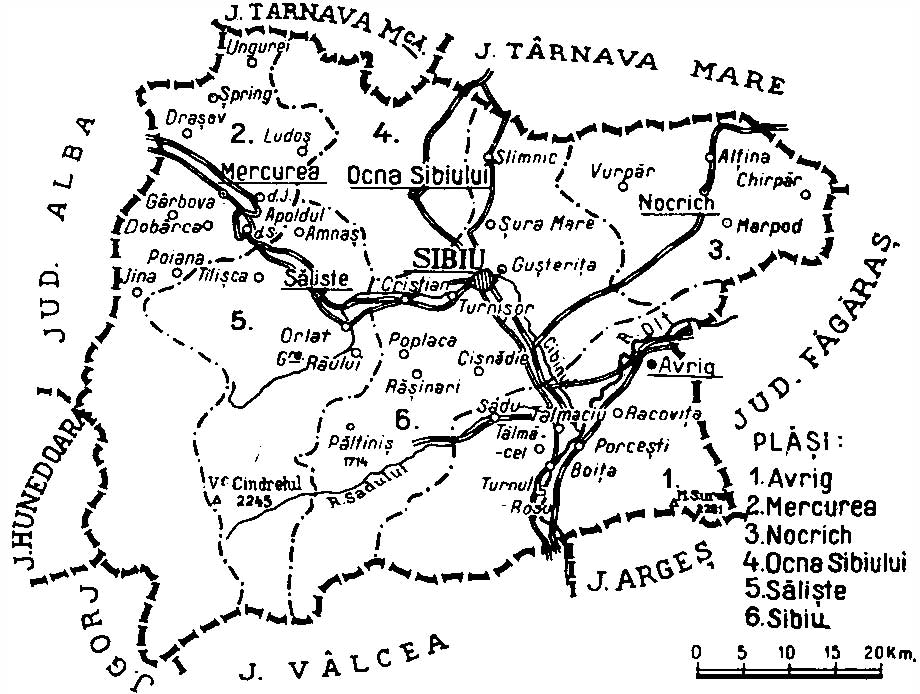
Harta județului, cu dispunerea și denumirea plășilor, în anul 1938.

Județul se afla în partea centrală a României Mari, în sudul regiunii Transilvania. Întinderea județului era în mare aceea a comitatului Sibiu, însă fără districtul Sebeșului Săsesc, care a trecut în 1920 la județul Alba, în schimb cu districtul Vizocna din comitatul Alba de Jos și cu comunele Agârbiciu, Buia, Frâua, Hașag, Șelca Mare și Șelca Mică din comitatul Târnava Mare. Județul cuprindea astfel partea de sud-vest a actualului județ Sibiu. Se învecina la vest cu județele Hunedoara și Alba, la nord cu județele Târnava Mică și Târnava Mare, la est cu județul Făgăraș, iar la sud cu județele Gorj și Vâlcea.

## Organizare
În anul 1930 teritoriul județului era împărțit în orașul Sibiu și patru plăși:
1. Plasa Mercurea,
2. Plasa Ocna Sibiului,
3. Plasa Săliște și
4. Plasa Sibiu.

În anul 1937 teritoriul județului era împărțit în orașul Sibiu și șase plăși:
1. Plasa Avrig,
2. Plasa Mercurea,
3. Plasa Nocrich,
4. Plasa Ocna Sibiului,
5. Plasa Săliște și
6. Plasa Sibiu.

## Populație
Conform datelor recensământului din 1930 populația județului era de 194.619 de locuitori, dintre care 62,0% români, 29,3% germani, 4,7% maghiari,  ș.a. Din punct de vedere confesional a fost înregistrată următoarea alcătuire: 52,0% ortodocși, 27,8% lutherani, 12,7% greco-catolici, 4% romano-catolici, 2,2% reformați ș.a.

### Mediul urban
Populația urbană a județului era alcătuită din 43,8% germani, 37,7% români, 13,2% maghiari, 2,7% evrei ș.a. Ca limbă maternă în mediul urban predomina limba germană (44,7%), urmată de română (38,5%), maghiară (13,7%), idiș (1,4%) ș.a. Din punct de vedere confesional structura populației urbane era următoarea: 38,8% lutherani, 31,5% ortodocși, 12,9% romano-catolici, 7,5% greco-catolici, 5,2% reformați, 2,9% mozaici ș.a.

## Materiale documentare

Harta județului Sibiu în anul 1937
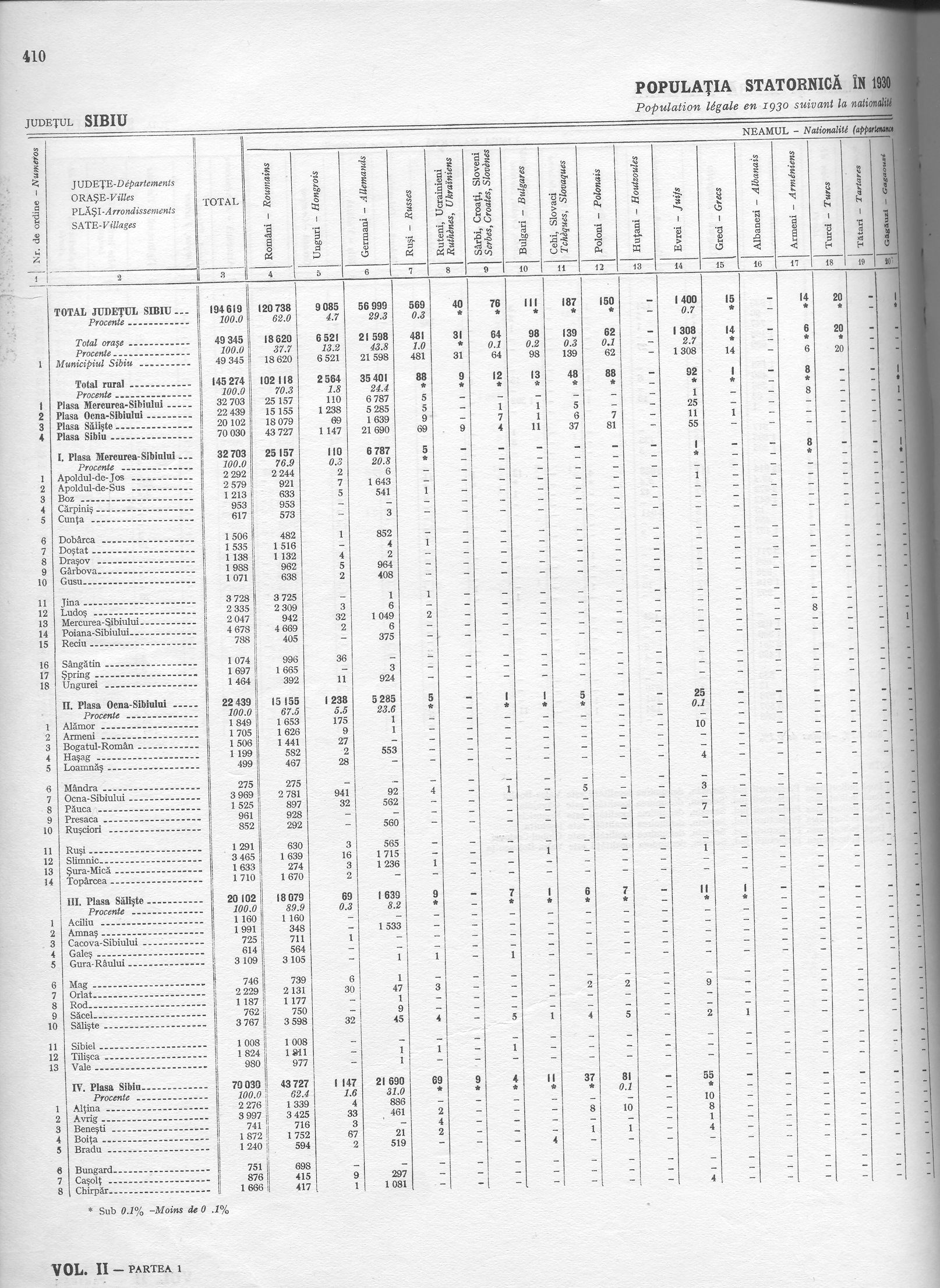
Populația județului în anul 1930, după etnie și limbă maternă
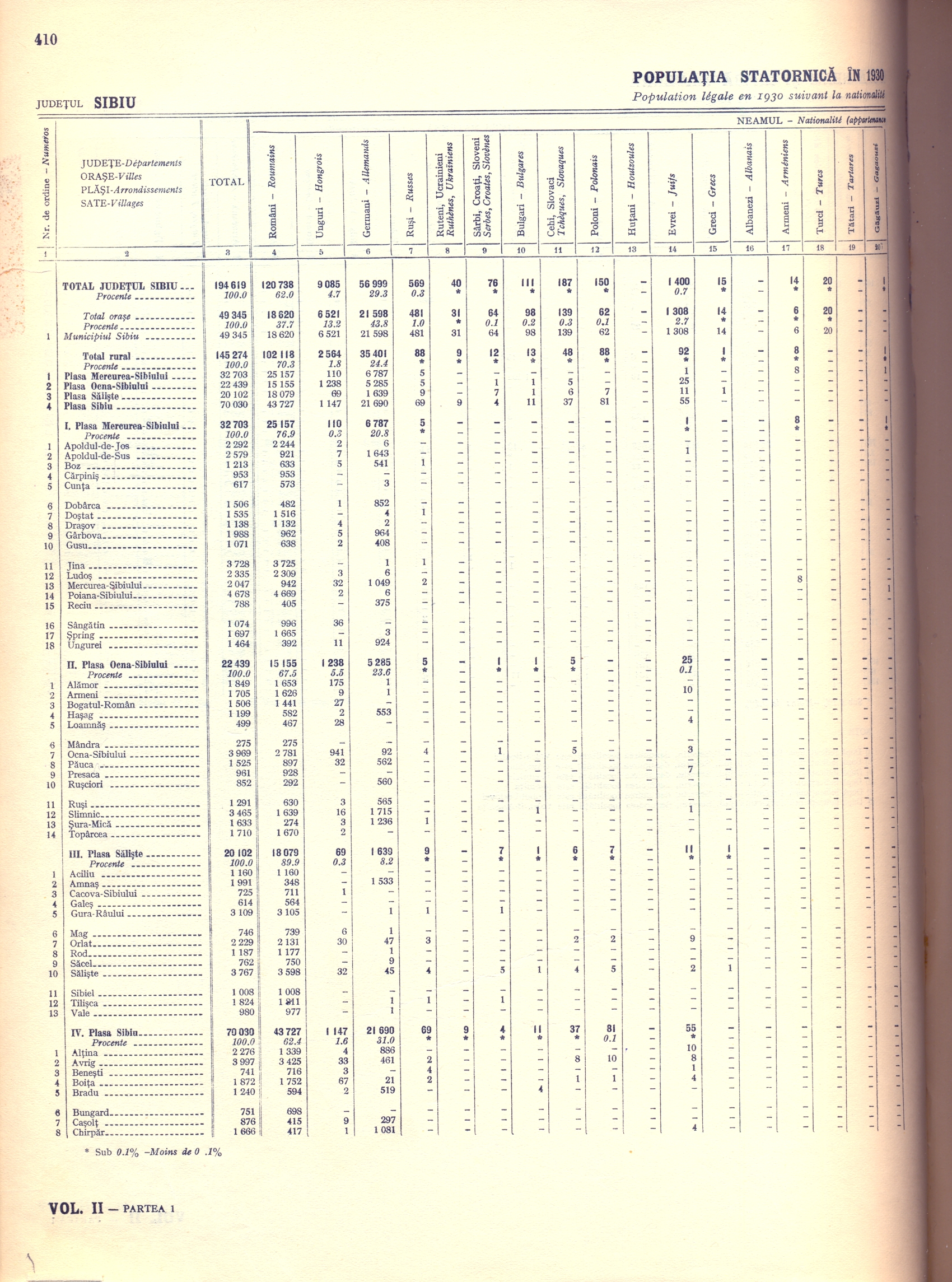
Populația județului în anul 1930, după etnie și limbă maternă
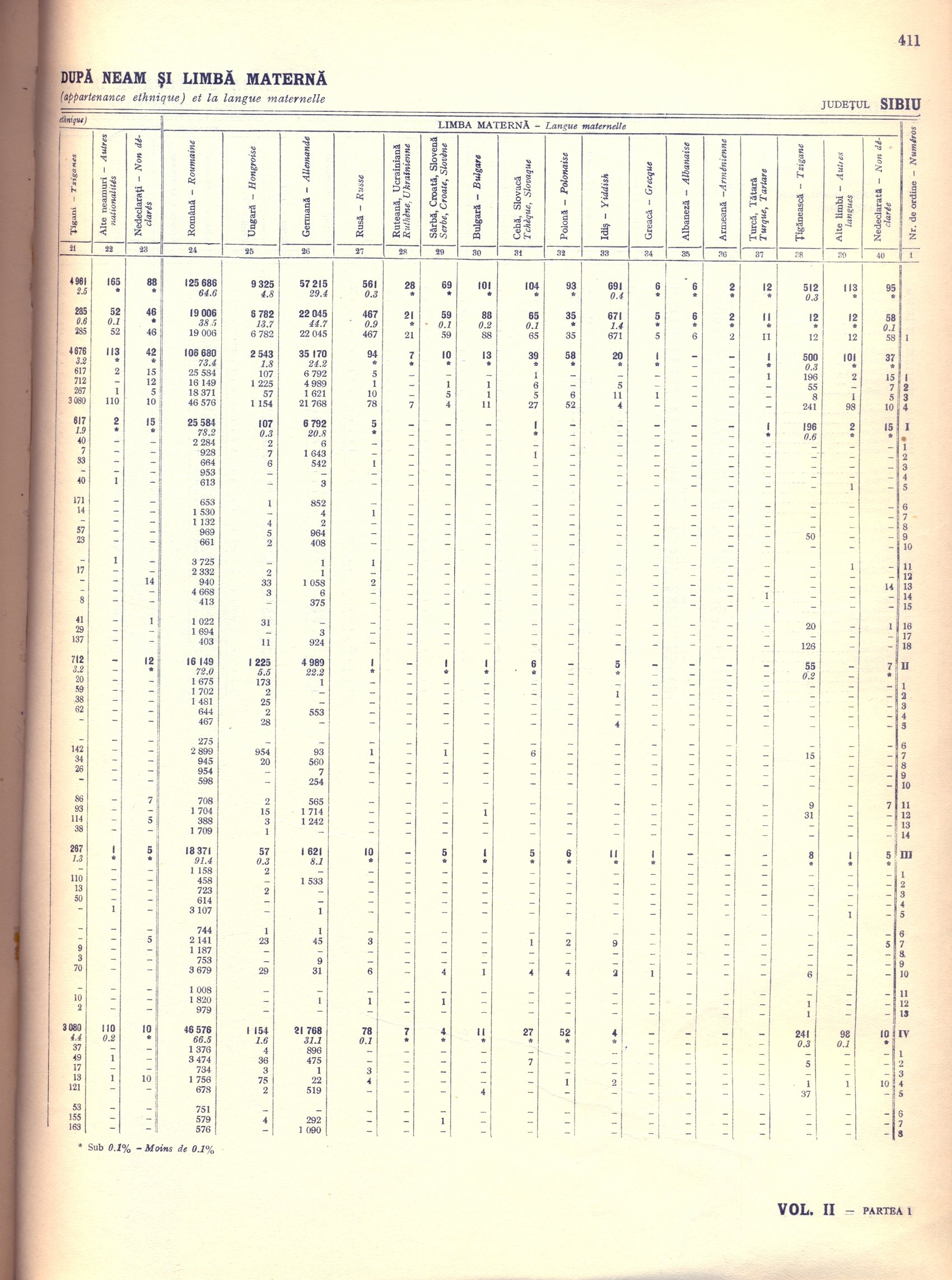
Populația județului în anul 1930, după etnie și limbă maternă
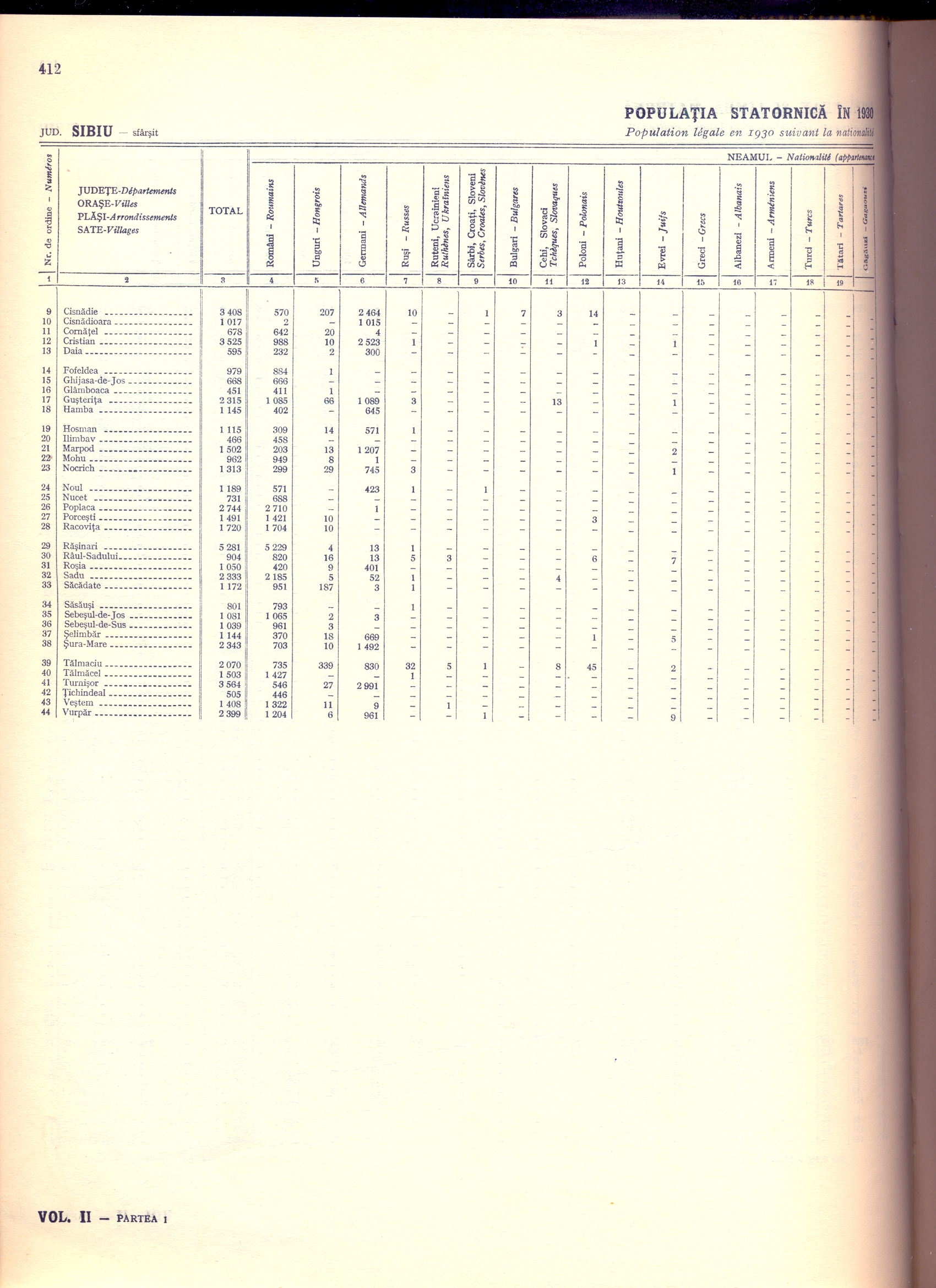
Populația județului în anul 1930, după etnie și limbă maternă
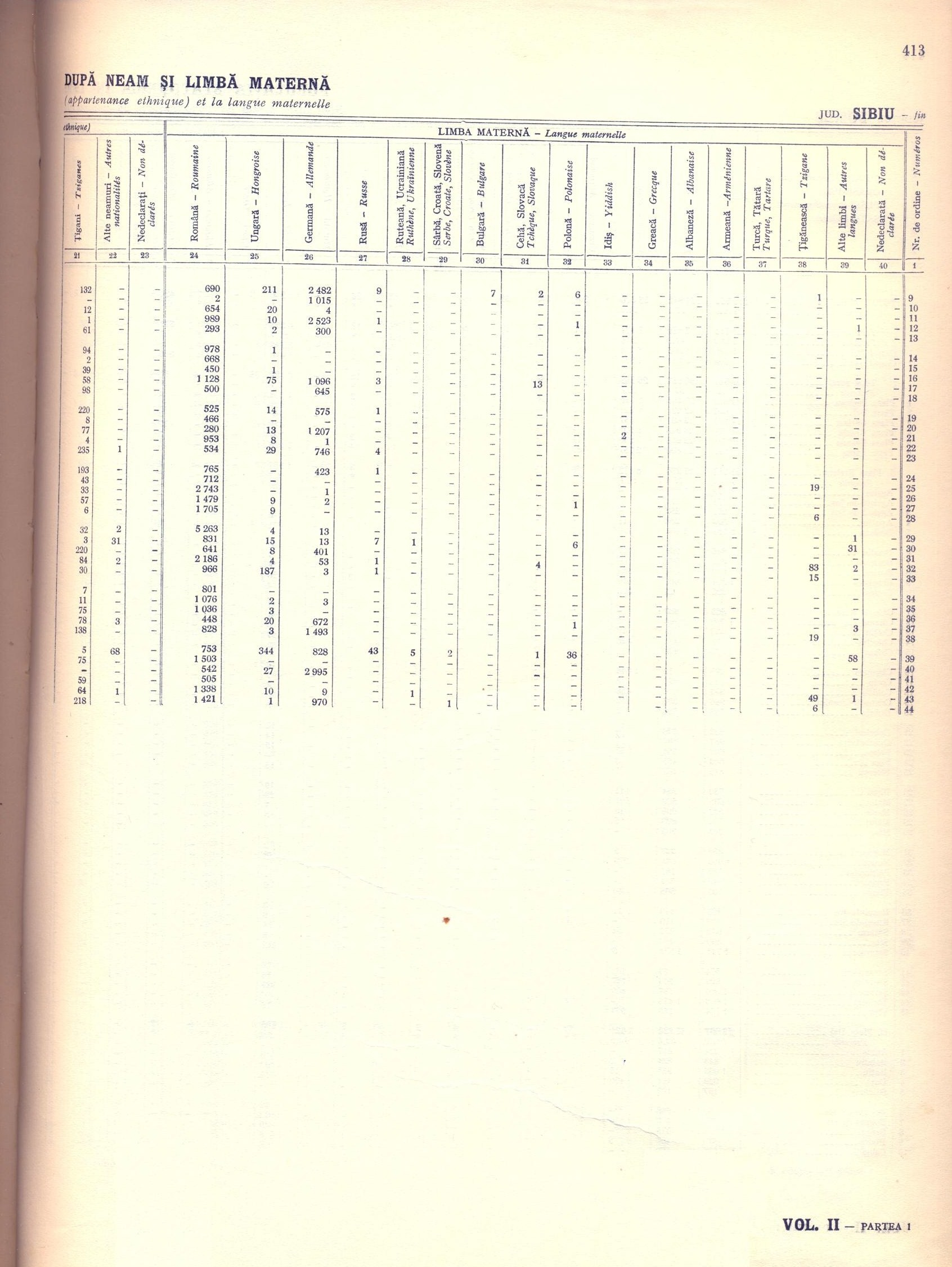
Populația județului în anul 1930, după etnie și limbă maternă
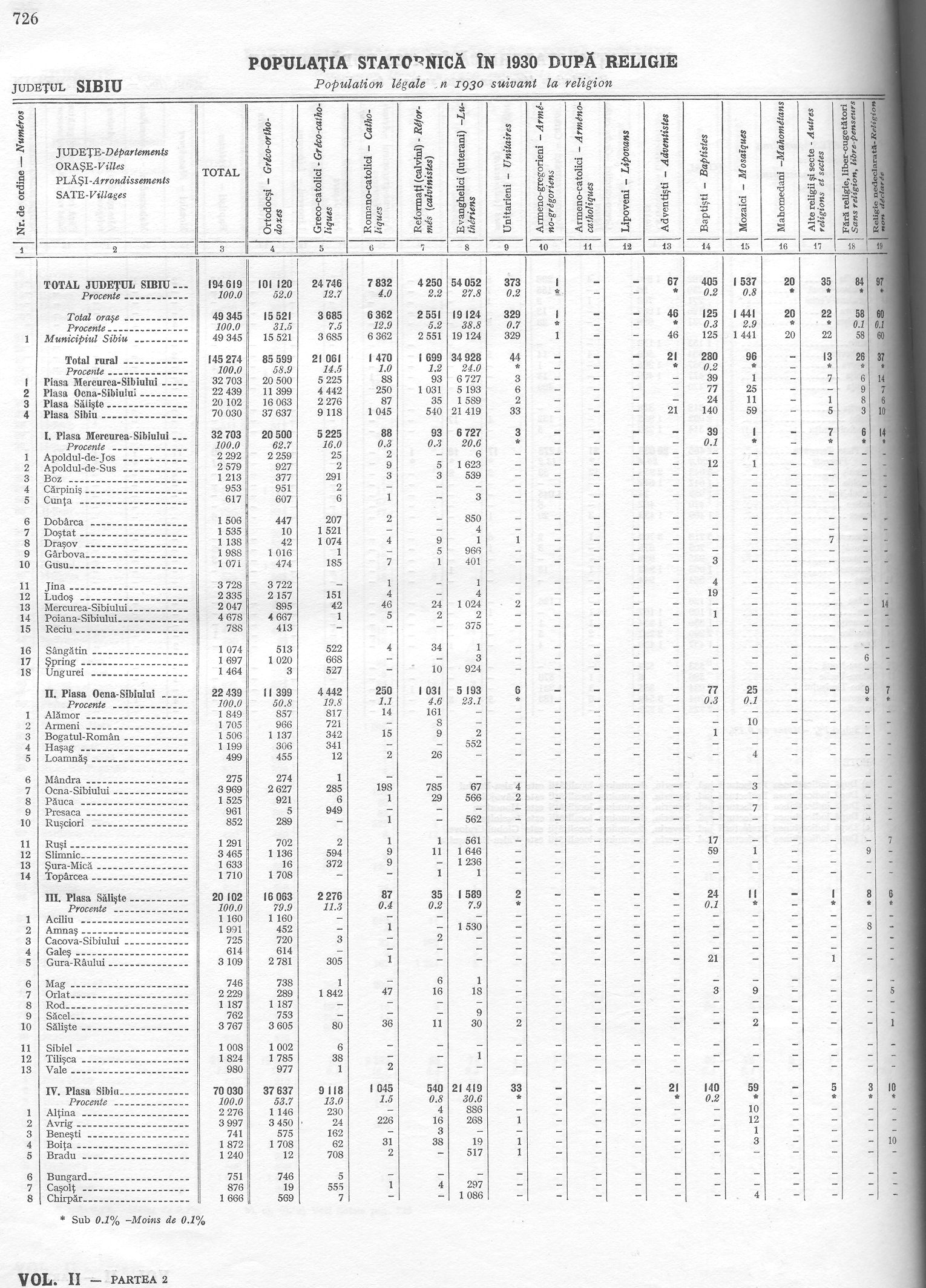
Populația județului în anul 1930, după religie
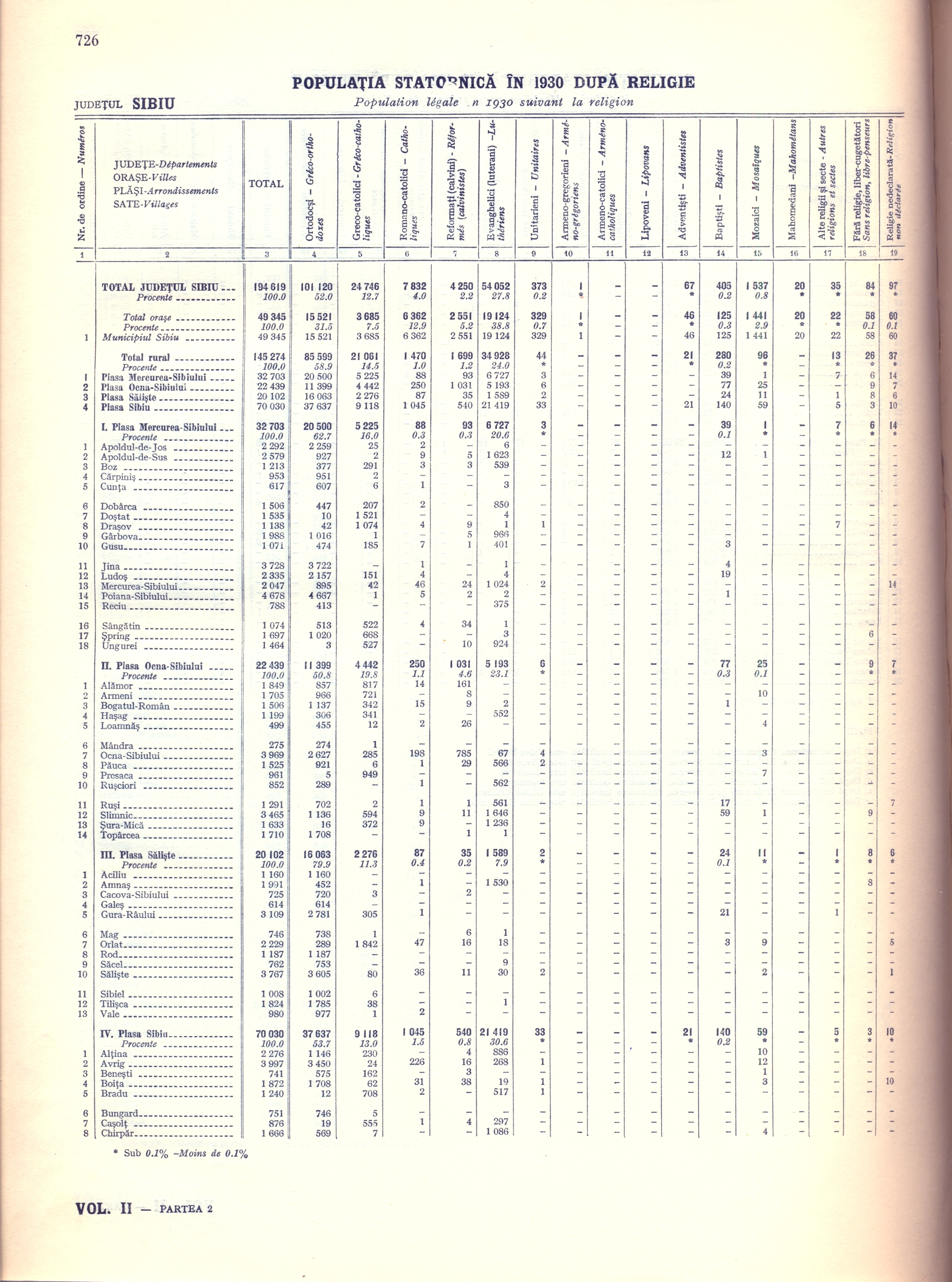
Populația județului în anul 1930, după religie
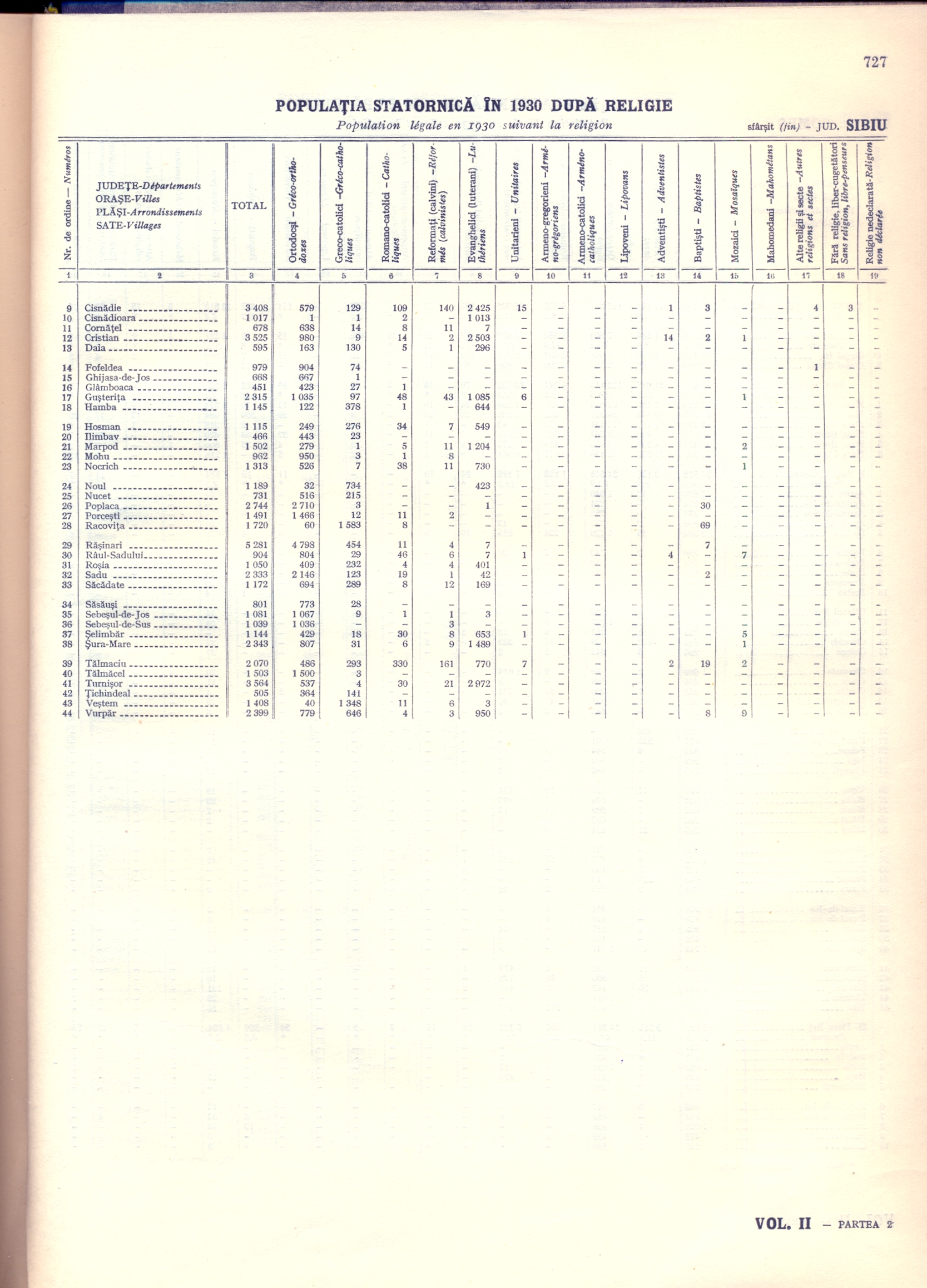
Populația județului în anul 1930, după religie